# Luigi Sacco
Luigi Sacco (Alba, 1º agosto 1883 – Roma, 5 dicembre 1970) è stato un crittanalista e generale italiano.

## Biografia
Luigi Sacco nacque ad Alba nel 1883. Il padre, Cav. Giovanni Giacomo Sacco (San Damiano d'Asti 1854 - Alba, 1936) è il proprietario di alcuni esercizi commerciali ad Alba tra cui il famoso Caffè Calissano al centro della città, e la madre, Agnese Fortunata Fumero (Piasco, 1856 - Alba, 1901), morirà molto giovane a soli 45 anni, dopo aver dato alla luce undici figli. Dopo aver frequentato la Scuola Tecnica in Alba
e l'istituto tecnico Sommeiller a Torino si iscrisse all'Accademia Militare (Artiglieria e Genio) di Torino
nel 1901 da dove uscì 1904 primo classificato con medaglia d'oro.
Allievo della Scuola di Applicazione di Artiglieria e Genio dal 1904 al 1906
ne uscì nuovamente 1º classificato.
Iniziò la carriera come Tenente del Genio Minatori, poi nei Radiotelegrafisti dal 1907.

Libia 1911: Marconi e il cap. Sacco

La sua eccellente preparazione tecnica fece sì che già nel 1911-14 durante la guerra Italo-Turca
in Libia cominciasse la collaborazione con Guglielmo Marconi. In Libia diede inizio al primo esteso servizio regolare di radiotelegrafia campale militare.
Dopo la prima guerra mondiale Sacco fu a capo dell'Officina Militare delle Trasmissioni di Roma, incarico che (col grado di Colonnello) tenne fino al 1935, anno in cui fu promosso Maggiore Generale e messo a capo del Reparto Trasmissioni nella Direzione Superiore Servizio Studi ed Esperienze del Genio.
Tenente Generale dal 1939 divenne consulente del Comitato Radiolocalizzatori-Radiotelemetri nell'agosto del 1942. Congedato dall'esercito nel 1943 per raggiunti limiti di età, Sacco fu però incaricato dal governo di rappresentare l'Italia ai congressi di radio comunicazioni che si tennero dopo la fine della guerra.
Fra gli altri, fu plenipotenziario italiano per le telecomunicazioni, per le radiocomunicazioni e per le radiodiffusioni ad onde corte alle Conferenze Internazionali di Atlantic City nel 1947.
Nel 1946 fu nominato commissario straordinario della Fondazione Marconi; in questa veste tra il 1948 e il 1957 teneva alla radio il discorso di commemorazione di Guglielmo Marconi ogni 25 aprile (anniversario della nascita).
Uno dei suoi fratelli, Umberto Sacco, morì ventenne nella cruenta battaglia del Montello  il 18 giugno 1918 e fu decorato con la Medaglia d'Oro al valor militare.

## La crittografia

Sacco a Chantilly

Il campo nel quale ebbe i maggiori successi fu quello della crittografia.
All'inizio della Grande Guerra gli italiani erano in grado di intercettare i messaggi austriaci ma non di decrittarli, poiché l'Esercito Italiano non disponeva di un "Ufficio Cifra". Per rimediare a questo Sacco, all'epoca comandante della stazione radio di Codroipo che intercettava i messaggi, fu inviato nel luglio 1915 al quartier generale dell'esercito francese a Chantilly, per cercare l'aiuto dell'ufficio cifra francese.
All'inizio del 1916 fu messo a capo di un servizio di intercettazione radio che doveva ancora
passare ai francesi i messaggi perché fossero decrittati.
I francesi riuscirono a decrittare molti messaggi austriaci, ma si rifiutarono sempre di istruire
gli italiani sui loro metodi.
Sacco propose quindi al suo superiore, il generale Marchetti, di creare un "Ufficio Crittografico" autonomo:
Preso immediatamente in parola fu incaricato di organizzare tale ufficio. Sotto la guida del Sacco e dei suoi collaboratori Tullio Cristofolini, Mario Franzotti, e Remo Fedi, furono forzati il cifrario campale austriaco, quello diplomatico, e quello navale.
Furono forzati anche alcuni cifrari tedeschi in uso nei Balcani, come il crittogramma relativo al viaggio del generale Falkenhayn in Grecia nel gennaio 1917, episodio ricordato dal Sacco nel suo manuale di crittografia.
È solo con la disfatta di Caporetto nel 1917 che Sacco riuscì a convincere gli alti comandi italiani ad abbandonare i vecchi cifrari, che come poi si seppe venivano facilmente decrittati dagli austriaci, e di adottare quei nuovi sistemi che avevano fino allora rifiutato perché troppo complicati.
I successi nell'attività crittografica gli valsero la promozione speciale da maggiore a tenente colonnello, ottenuta nel maggio del 1918.
Nel periodo fra le due guerre cominciò a scrivere il manuale che lo rese famoso. Dapprima Nozioni di Crittografia (per uso interno dell'esercito), poi nel 1936 Manuale di Crittografia, che ebbe la versione definitiva dopo la fine della guerra, nel 1947. Un testo ancor oggi fondamentale che venne quasi immediatamente tradotto in francese, e che ancora nel 1974 fu tradotto in inglese e pubblicato da un editore americano.
Il lavoro di Sacco nella prima guerra mondiale fu ricordato in vari libri fra cui quello di David Kahn The codebreakers (1967, La guerra dei Codici, Arnoldo Mondadori Editore, 1969) e il più recente Segreti, spie, codici cifrati (Apogeo, 1999) nella parte curata da Corrado Giustozzi.

## Ultimi anni
Sacco fu anche un appassionato astronomo dilettante, per le edizioni dell'Arma del Genio scrisse un piccolo manuale, Caccia ai pianeti con un piccolo cannocchiale, oggi introvabile.
Morì a Roma il 5 dicembre del 1970.

## Opere
Oltre alle moltissime comunicazioni scientifiche sulle riviste specializzate, vanno segnalati
- Manuale di Radiotecnica (con col. Celloni) 1930
- Manuale di Crittografia (pubblicato in proprio - 1925 1936 1947) tradotto in inglese e reperibile come "Manual of Cryptography" ed. Aegean Park Press. Una quarta edizione aggiornata è stata pubblicata come ebook a giugno 2014 dall'editore Apogeo.
- Un primato italiano - La Crittografia nei secoli XV e XVI (ISBAS, 1947 e 1958)